# Cynoglossum aequinoctiale
Cynoglossum aequinoctiale là loài thực vật có hoa trong họ Mồ hôi. Loài này được T.C.E.Fr. mô tả khoa học đầu tiên năm 1923.